# Inese Jaunzeme
Inese Jaunzeme (Pļaviņas, 1932. május 21. – Riga, 2011. február 13.) szovjet színekben olimpiai bajnok lett atléta, gerelyhajító.

## Pályafutása
Pályafutása alatt egyetlen alkalommal vett részt az olimpiai játékokon. 1956-ban, Melbourne-ben új olimpiai rekorddal lett aranyérmes. 53,86-os csúcsával magasan nyerte a döntőt a chilei Marlene Ahrens és a szintén szovjet Nagyezsda Konyajeva előtt. Sikerével ő lett az első lett származású női olimpiai bajnok.
1957-ben megkapta A Munka Vörös Zászló Érdemrendje elismerést.
Később orvossá lett. Plasztikai sebészként és traumatológusként tevékenykedett.

## Egyéni legjobbjai
- Gerelyhajítás - 55,73 méter (1960)